# Fatubesi/Nunudoi
Fatubesi/Nunudoi ist ein osttimoresischer Ort in der Aldeia Fatubesi (Suco Atabae, Verwaltungsamt Atabae, Gemeinde Bobonaro). Er liegt in einer Meereshöhe von 57 m.
Der Hauptort der Aldeia befindet sich im Osten Fatubesis, am Ufer des Flusses Nunura. Eine Straße, die entlang des Flusses führt, verbindet den Ort mit der Außenwelt. Die lockere Besiedlung reicht nach Norden bis in die Aldeia Made Bau und nach Süden zum Ort Aidabaracabe. In Fatubesi/Nunudoi stehen eine Kapelle und ein Hospital.